# Bahnstrecke Neu-Edingen/Mannheim-Friedrichsfeld–Schwetzingen
| |                      |                                                         |                                                         |
| Streckennummer (DB): | 4060                 |                                                         |                                                         |
| Kursbuchstrecke: | 318d (1946)          |                                                         |                                                         |
| Streckenlänge: | 7,5 km               |                                                         |                                                         |
| Spurweite: | 1435 mm (Normalspur) |                                                         |                                                         |
| Streckenklasse: | D4                   |                                                         |                                                         |
| Stromsystem: | 15 kV 16,7 Hz ~      |                                                         |                                                         |
| Minimaler Radius: | 952 m                |                                                         |                                                         |
| Zweigleisigkeit: | durchgehend          |                                                         |                                                         |
| |                      |                                                         |                                                         |
| \| \| \| von Frankfurt (Main) \| \| \| \| 77,1 \| Neu-Edingen/Mhm-Friedrichsfeld \| Neu-Edingen/Mhm-Friedrichsfeld \| \| \| \| nach Heidelberg Hbf \| \| \| \| \| Verbindungsstrecken nach MA-Friedrichsfeld Südeinf/Ausf \| \| \| \| 78,020 \| \| \| \| \| 78,330 \| Strecke Mannheim–Basel \| Strecke Mannheim–Basel \| \| \| 78,330 \| MA Hbf–MA Rbf–HD-Kirchheim \| MA Hbf–MA Rbf–HD-Kirchheim \| \| \| \| von Mannheim Rbf Gr E \| \| \| \| 79,7 \| Mannheim Ziehbrunnen (Abzw) \| Mannheim Ziehbrunnen (Abzw) \| \| \| \| von Mannheim Hbf \| \| \| \| \| ehem. Strecke von Heidelberg (bis 1967) \| \| \| \| 84,6 \| Schwetzingen \| Schwetzingen \| \| \| \| nach Karlsruhe \| \| |                      |                                                         |                                                         |
| Strecke |                      | von Frankfurt (Main)                                    | von Frankfurt (Main)                                    |
| Bahnhof | 77,1                 | Neu-Edingen/Mhm-Friedrichsfeld                          | Neu-Edingen/Mhm-Friedrichsfeld                          |
| Abzweig geradeaus und nach links |                      | nach Heidelberg Hbf                                     | nach Heidelberg Hbf                                     |
| Abzweig geradeaus, nach links und nach rechts · Strecke von rechts |                      | Verbindungsstrecken nach MA-Friedrichsfeld Südeinf/Ausf | Verbindungsstrecken nach MA-Friedrichsfeld Südeinf/Ausf |
| Kreuzung geradeaus oben · Strecke nach rechts | 78,020               |                                                         |                                                         |
| Kreuzung geradeaus oben | 78,330               | Strecke Mannheim–Basel                                  | Strecke Mannheim–Basel                                  |
| Kreuzung geradeaus oben (Querstrecke außer Betrieb) | 78,330               | MA Hbf–MA Rbf–HD-Kirchheim                              | MA Hbf–MA Rbf–HD-Kirchheim                              |
| Kreuzung geradeaus oben · Strecke von rechts |                      | von Mannheim Rbf Gr E                                   | von Mannheim Rbf Gr E                                   |
| Abzweig geradeaus und von links · Strecke nach rechts | 79,7                 | Mannheim Ziehbrunnen (Abzw)                             | Mannheim Ziehbrunnen (Abzw)                             |
| Abzweig geradeaus und von rechts |                      | von Mannheim Hbf                                        | von Mannheim Hbf                                        |
| Abzweig geradeaus und ehemals von links |                      | ehem. Strecke von Heidelberg (bis 1967)                 | ehem. Strecke von Heidelberg (bis 1967)                 |
| Bahnhof | 84,6                 | Schwetzingen                                            | Schwetzingen                                            |
| Strecke |                      | nach Karlsruhe                                          | nach Karlsruhe                                          |

Die Bahnstrecke Neu-Edingen/Mannheim-Friedrichsfeld–Schwetzingen ist eine 7,5 Kilometer lange zweigleisige Hauptbahn in der Metropolregion Rhein-Neckar.

## Geschichte
Der Bau der Strecke erfolgte aufgrund eines Staatsvertrages vom 18. Mai 1878 zwischen den Bundesstaaten Preußen, Baden und Hessen. Diese drei Staaten betrieben über die Main-Neckar-Eisenbahn-Gesellschaft gemeinsam die Main-Neckar-Bahn als Kondominalbahn. Die Main-Neckar-Eisenbahngesellschaft wurde mit Bau und Betrieb der Bahnstrecke Friedrichsfeld–Schwetzingen als unmittelbar südliche Fortsetzung der Main-Neckar-Bahn beauftragt. Die Strecke ging am 1. Juli 1880 als Teil der Kondominalbahn in Betrieb. 1889 verkehrten auf der Strecke täglich 18 Zugpaare.
Bei Auflösung der Kondominalbahn 1902 fiel die Strecke an die Badischen Staatseisenbahnen.

## Verkehrsbedeutung
Die Bahnstrecke stellt die direkte Verbindung zwischen der Main-Neckar-Bahn und der Bahnstrecke Mannheim–Rastatt her und ermöglicht so direkte Zugfahrten aus beiden Richtungen unter Umgehung der Bahnknoten Mannheim und Heidelberg. Über diese Strecke verläuft ein Großteil des Schienengüterverkehrs des Transeuropäischen Schienenkorridors Rhein – Alpen. Außerdem dient die Strecke über den Abzweig Ziehbrunnen der Südanbindung des Mannheimer Rangierbahnhofs.

## Verkehrsangebot
| Linie | Zuglauf | Takt        |
| ----- | --- | ----------- |
| RB 67 | Frankfurt (Main) Hbf – Darmstadt Hbf – Bickenbach (Bergstr) – Bensheim – Heppenheim (Bergstr) – Weinheim (Bergstr) – Neu-Edingen/Mannheim-Friedrichsfeld – Schwetzingen (–Hockenheim) | Stundentakt |

(Stand 2022)